# Hackers
Hackers is een cultfilm uit 1995 over een groep jonge hackers. Hoewel de film geen groot kassucces werd, bereikte het een cultstatus nadat de film was uitgebracht op video, ondanks (of volgens sommigen: dankzij) het gebrek aan nauwkeurigheid en gedateerdheid van de film.

## Verhaal
De film begint met een korte terugblik op een nette buitenwijk in het Seattle van 1988. Het elfjarige jongetje Dade Murphy, als hacker op internet beter bekend onder de naam "Zero-cool", wordt gearresteerd, doordat hij erin geslaagd is om door heel Amerika heen 1507 systemen op één dag te laten vastlopen, met als gevolg een beursval aan de beurs van New York. Hij wordt veroordeeld en mag tot zijn achttiende verjaardag geen computers of druktoetstelefoons bezitten noch bedienen.
Het is 1995 en Dade's 18de verjaardag is aangebroken. Dade's moeder, intussen gescheiden, en aanmerkelijk kleiner behuisd dan in 1988, meldt Dade dat ze een baantje heeft kunnen vinden in New York, en dat er weer verhuisd gaat worden. Hierdoor komt Dade in New York op de Stuyvesant High School terecht. In het holst van de nacht belt Dade een lokaal televisiestation, ontlokt aan een beveiligingsbeambte daar met een list het telefoonnummer van de modem, en breekt vervolgens succesvol in in het computersysteem van het televisiekanaal, waar hij het huidige programma verandert naar een aflevering van The Outer Limits. Dade blijkt echter niet de enige hacker die in het systeem aanwezig is: Dade wordt aangevallen door een hacker die zich "Acid Burn" noemt, en na een korte digitale strijd van het netwerk geschopt.
Op zijn eerste schooldag wordt hij voorgesteld aan Kate Libby, een zwartharige medescholier die hem die ochtend op school moet rondleiden om hem te laten zien waar alles te vinden is. Aanvankelijk lijken de twee elkaar wel te mogen, maar er ontstaat een vete tussen de twee vanaf het moment dat Dade gaat kijken of er echt een "zwembad op het dak van de school is", zoals Kate hem vertelt. Wanneer Dade op het dak gaat kijken en de deur achter zich in het slot laat vallen wanneer er net een onweersbui losbarst, snapt hij dat hij is beetgenomen en begint de vete.
De echte problemen beginnen zodra Joey Pardella (Jesse Bradford), de jongere 'wannabe' hacker van de groep, succesvol inbreekt in de Gibson supercomputer van Ellingson Minerals, om de rest van de groep te bewijzen dat hij een elite-hacker is. Om te bewijzen dat hij heeft ingebroken downloadt hij een gedeelte van een prullenbakfile. Helaas ontdekt de IT-afdeling van Ellingson Minerals deze ongeauthoriseerde toegang in hun systeem en het hoofd Computerbeveiliging Eugene "The Plague" Belford (Fisher Stevens) wordt ingeroepen om het probleem af te handelen. Hij realiseert zich dat het bestand dat gedownload is kan bewijzen dat "The Plague" geld van Ellingson Minerals aan het stelen is via een techniek genaamd salami slicing. 'The Plague' roept de hulp van de US Secret Service in om het bestand terug te krijgen door te beweren dat de hackers een computervirus hebben ingeplant dat vijf tankers van Ellingson Minerals zal laten kapseizen.
Wat volgt is een bizarre race tegen "The Plague" en de Secret Service om te bewijzen dat de hackers het niet waren, voordat Belford het virus kan lanceren dat tot een wereldwijde milieuramp zou leiden.

## Citaten
De verschillende personages uit de film, met name de jolige hacker Cereal Killer, citeren uit een grote hoeveelheid bronnen:
- Agent Bob: "This is our world now. The world of the electron and the switch; the bea.." (The Mentor)
- Cereal Killer tijdens Engels les: "Of all the things I've lost, I miss my mind the most" (Ozzy Osbourne)
- Cereal Killer in een gesprekje met zijn vrienden: "When I was a child, I spoke as a child, I thought as a child, I reasoned as a child; since I have become a man, I have done away with childish things" (Korinthiërs 13:1 uit de Bijbel)
- Cereal Killer als groet: "May the force be with you" (groet die gebruikt wordt in Star Wars, en door nerds onder elkaar)

## Andere verwijzingen in de film
- Wanneer Eugene Belford aan het slot van de film incognito in het vliegtuig zit, gebruikt hij het pseudoniem Mr. Babbage, verwijzend naar de uitvinder van de computer
- De kreet "hack the Gibson" refereert aan het inbreken in een Gibson supercomputer, een fictief merk van supercomputers dat mogelijk verwijst naar de sciencefictionschrijver William Gibson.
- Emmanuel Goldstein, de naam van een van de hackers, verwijst naar een personage uit het boek 1984 van George Orwell, dat zich ondergronds verzet tegen het systeem.

## Acteurs
| Acteur                    | Personage                  | Opmerkingen                    |
| ------------------------- | -------------------------- | ------------------------------ |
| Jonny Lee Miller          | Dade                       | "Crash Override" / "Zero Cool" |
| Angelina Jolie            | Kate                       | "Acid Burn"                    |
| Jesse Bradford            | Joey                       |                                |
| Matthew Lillard           | Cereal                     |                                |
| Laurence Mason            | Nikon                      |                                |
| Renoly Santiago           | Phreak                     |                                |
| Fisher Stevens            | The Plague                 |                                |
| Alberta Watson            | Lauren Murphy              |                                |
| Darren Lee                | Razor                      |                                |
| Peter Y. Kim              | Blade                      |                                |
| Ethan Browne              | Curtis                     |                                |
| Lorraine Bracco           | Margo                      |                                |
| Wendell Pierce            | Agent Dick Gill            |                                |
| Michael Gaston            | Agent Bob                  |                                |
| Marc Anthony              | Agent Ray                  |                                |
| Penn Jillette             | Hal                        |                                |
| Liza Walker               | Laura                      |                                |
| Bob Sessions              | Mr. Ellingson              |                                |
| Blake Willett             | S.S. Agent - Seattle       |                                |
| Max Ligosh                | Young Dade                 |                                |
| Felicity Huffman          | Attorney                   |                                |
| Paul Klementowicz         | Michael Murphy             |                                |
| Richard Ziman             | Judge                      |                                |
| Bill Maul                 | Norm                       |                                |
| William DeMeo             | Jock                       |                                |
| Denise George             | Denise                     |                                |
| Jeb Handwerger            | Freshman on Roof           |                                |
| Mitchell Nguyen-McCormick | Freshman on Roof           |                                |
| Gary Howard Klar          | Mr. Simpson                |                                |
| Terry Porter              | Joey's Mom                 |                                |
| Johnny Myers              | 1st Sysop Technician       |                                |
| Kevin Brewerton           | 2nd Sysop Technician       |                                |
| Sam Douglas               | English Teacher            |                                |
| Kal Weber                 | 1st V.P.                   |                                |
| Jeff Harding              | 2nd V.P.                   |                                |
| Tom Hill                  | 2nd S.S. Agent             |                                |
| Jennifer Rice             | Reporter                   |                                |
| Douglas W. Iles           | Addict Hank                |                                |
| Annemarie Zola            | Addict Vickie              |                                |
| Michael Potts             | Tow Truck Driver           |                                |
| Nancy Ticotin             | Phreak's Mom               |                                |
| Mike Cicchetti            | Ellingson Guard            |                                |
| Mick O'Rourke             | Phone Repairman            |                                |
| Dave Stewart              | London Hacker              |                                |
| Naoko Mori                | Tokyo Hacker               |                                |
| Roberta Gotti             | Italian Hacker             |                                |
| Ravil Isyanov             | Russian Hacker             |                                |
| Olegario Fedoro           | Russian Hacker             |                                |
| Eric Loren                | News Technician            |                                |
| Kristin Moreu             | Flight Attendant           |                                |
| Ricco Ross                | Second Reporter            |                                |
| Tony Sibbald              | Jail Guard                 |                                |
| Richard Purro             | Talkshow Host              |                                |
| Enzo Junior               | Da Vinci Virus             |                                |
| Yoshinori Yamamoto        | 3rd V.P.                   |                                |
| Ralph Winter              | 4th V.P.                   |                                |
| Kimbra Standish           | Receptionist               |                                |
| Steven Angiolini          | Rollerblader               |                                |
| Jennifer Badger           | 'Cyberspirits' and Skaters |                                |
| Melissa Barkan            | 'Cyberspirits' and Skaters |                                |
| Don J. Hewitt             | 'Cyberspirits' and Skaters |                                |
| Christo Morse             | 'Cyberspirits' and Skaters |                                |
| Felix Santiago            | 'Cyberspirits' and Skaters |                                |
| Christopher Waller        | 'Cyberspirits' and Skaters |                                |
| Joseph Lloyd              | 'Cyberspirits' and Skaters |                                |